# Duckea cyperaceoidea
Duckea cyperaceoidea är en gräsväxtart som först beskrevs av Adolpho Ducke, och fick sitt nu gällande namn av Bassett Maguire. Duckea cyperaceoidea ingår i släktet Duckea och familjen Rapateaceae. Inga underarter finns listade i Catalogue of Life.